# Kolarstwo na Letnich Igrzyskach Olimpijskich 2012 – BMX kobiet
BMX kobiet podczas Letnich Igrzyskach Olimpijskich 2012 rozegrany został między 8 a 10 sierpnia na torze London Velopark w Londynie.

## Format
Zawodniczki zostały przydzielone do półfinałów według czasów, jakie uzyskały w eliminacjach. Półfinały obejmowały trzy biegi, w których za każde miejsce przyznawane były punkty (za 1. miejsce 1 punkt, za 2. miejsce 2 punkty itd.). Do finałów awansowały cztery najlepsze zawodniczki z każdego półfinału. Finał obejmował jeden bieg.

## Terminarz
| Data             | Godzina |            |
| ---------------- | ------- | ---------- |
| 8 sierpnia 2012  | 15:00   | Eliminacje |
| 10 sierpnia 2012 | 15:00   | Półfinały  |
| 10 sierpnia 2012 | 16:30   | Finał      |

## Wyniki

### Eliminacje
Wyniki:
| Pozycja | Zawodniczka           | Czas   |
| ------- | --------------------- | ------ |
| 1.      | Caroline Buchanan     | 38.434 |
| 2.      | Sarah Walker          | 38.644 |
| 3.      | Mariana Pajón         | 38.787 |
| 4.      | Laëtitia Le Corguillé | 38.976 |
| 5.      | Shanaze Reade         | 39.368 |
| 6.      | Laura Smulders        | 39.420 |
| 7.      | Magalie Pottier       | 39.778 |
| 8.      | Alise Post            | 39.890 |
| 9.      | Lauren Reynolds       | 40.045 |
| 10.     | Aneta Hladíková       | 40.846 |
| 11.     | Romana Labounková     | 41.096 |
| 12.     | Stefany Hernandez     | 41.253 |
| 13.     | Sandra Aleksejeva     | 41.752 |
| 14.     | Vilma Rimšaitė        | 42.162 |
| 15.     | Squel Stein           | 42.995 |
| –       | Brooke Crain          | DNF    |

### Półfinały
Wyniki:
Półfinał 1
| Pozycja | Zawodniczka           | Bieg 1   | Bieg 1 | Bieg 2   | Bieg 2 | Bieg 3 | Bieg 3 | Suma punktów | Uwagi |
| Pozycja | Zawodniczka           | Czas     | Pkt.   | Czas     | Pkt.   | Czas   | Pkt.   | Suma punktów | Uwagi |
| ------- | --------------------- | -------- | ------ | -------- | ------ | ------ | ------ | ------------ | ----- |
| 1.      | Caroline Buchanan     | 38.276   | 1      | 40.296   | 2      | 38.482 | 1      | 4            | Q     |
| 2.      | Shanaze Reade         | 39.029   | 2      | 38.858   | 1      | 38.634 | 2      | 5            | Q     |
| 3.      | Brooke Crain          | 40.668   | 5      | 41.029   | 4      | 40.099 | 5      | 14           | Q     |
| 4.      | Laëtitia Le Corguillé | 39.902   | 4      | 1:20.324 | 8      | 38.759 | 3      | 15           | Q     |
| 5.      | Stefany Hernandez     | 1:12.935 | 8      | 40.513   | 3      | 39.466 | 4      | 15           |       |
| 6.      | Alise Post            | 39.495   | 3      | 51.752   | 7      | DNF    | 8      | 18           |       |
| 7.      | Sandra Aleksejeva     | 42.030   | 7      | 43.159   | 6      | 42.855 | 6      | 19           |       |
| 8.      | Lauren Reynolds       | 41.103   | 6      | 41.441   | 5      | DNF    | 8      | 19           |       |

Półfinał 2
| Pozycja | Zawodniczka       | Bieg 1 | Bieg 1 | Bieg 2 | Bieg 2 | Bieg 3 | Bieg 3 | Suma punktów | Uwagi |
| Pozycja | Zawodniczka       | Czas   | Pkt.   | Czas   | Pkt.   | Czas   | Pkt.   | Suma punktów | Uwagi |
| ------- | ----------------- | ------ | ------ | ------ | ------ | ------ | ------ | ------------ | ----- |
| 1.      | Mariana Pajón     | 38.759 | 1      | 38.749 | 1      | 38.845 | 1      | 3            | Q     |
| 2.      | Magalie Pottier   | 39.342 | 2      | 38.828 | 2      | 39.048 | 2      | 6            | Q     |
| 3.      | Laura Smulders    | 39.886 | 4      | 39.175 | 3      | 39.660 | 4      | 11           | Q     |
| 4.      | Sarah Walker      | 39.905 | 5      | 39.348 | 4      | 39.344 | 3      | 12           | Q     |
| 5.      | Aneta Hladíková   | 39.728 | 3      | 40.393 | 6      | 43.752 | 7      | 16           |       |
| 6.      | Romana Labounková | 40.624 | 6      | 39.883 | 5      | 40.777 | 6      | 17           |       |
| 7.      | Vilma Rimšaitė    | 41.789 | 7      | 40.897 | 7      | 40.400 | 5      | 19           |       |
| 8.      | Squel Stein       | DNF    | 8      | DNS    | 10     | DNS    | 10     | 28           |       |

### Finał
Wyniki:
| Pozycja | Zawodniczka           | Czas   |
| ------- | --------------------- | ------ |
| złoto   | Mariana Pajón         | 37.706 |
| srebro  | Sarah Walker          | 38.133 |
| brąz    | Laura Smulders        | 38.231 |
| 4.      | Laëtitia Le Corguillé | 38.476 |
| 5.      | Caroline Buchanan     | 38.903 |
| 6.      | Shanaze Reade         | 39.247 |
| 7.      | Magalie Pottier       | 39.395 |
| 8.      | Brooke Crain          | 40.286 |